# سولینگن
سولینگن (به آلمانی: Söllingen) یک شهر در آلمان است که در هلمشتدت واقع شده‌است. سولینگن ۱٬۷۰۸ نفر جمعیت دارد.